# Saint-Julien (Var)
Pour les articles homonymes, voir Saint-Julien.
Saint-Julien le Montagnier redirige ici.
Saint-Julien,, localement nommée Saint-Julien-le-Montagnier depuis le Moyen Âge, est une commune française située dans le département du Var en région Provence-Alpes-Côte d'Azur.

## Géographie

### Localisation
Saint-Julien est située à la limite nord-ouest du département du Var. La commune s'étend sur la rive gauche du Verdon, au bord du lac d'Esparron jusqu'aux Basses Gorges. Manosque se trouve  à 29,2 km, Ginasservis à 7,1 km.

### Géologie et relief
La commune de Saint-Julien est incluse dans l'aire du parc naturel régional du Verdon.
Le village, perché sur une butte isolée, domine les plans de Haute-Provence, succession de plateaux rocheux, couverts d'une maigre végétation arbustive, sur lesquels de place en place une petite agglomération forme le centre d'une surface bien cultivée où dominent quelques céréales, la vigne, la lavande et les oliviers.

### Hameaux et lieux-dits ou«quartiers»
Le village ancien sur son promontoire regroupe une petite partie de la population. Le reste est réparti en vingt-huit hameaux : les Bernes, Boisset, les Bourdas, les Campaux, le Clos du Loup, le Courcoussier, l'Éclou, les Garduères, les Gillets, les Gillets/Tonnets, les Guis, le Jas des Hugou, les Jonquiers, Malaurie, la Mantuane, les Mayons, les Maurras, la Mouroye, le Pas de la Colle, les Peyres, le Pilantier, Phéline, les Pontiers, les Puits Neufs, Regagnole, la Ricarde, les Rouvières, Saint-Pierre.
Saint-Pierre, le centre administratif, se trouve au pied du village perché. Les Rouvières (à l'est) et Boisset (au nord-ouest) sont ensuite les hameaux les plus importants.
Plusieurs bastides et fermes sont dispersées sur le territoire : la Baraque, la Bastide Neuve, la Jauffrette, les Ollagniers, les Palets, la Paludette, le Pardigaou, le Plan, les Portes, Sainte-Anne.

### Hydrographie et les eaux souterraines
Saint-Julien est arrosé par le ruisseau de Beaucas ou de Malavalasse qui le traverse du sud-est au nord-ouest et s'échappe par l'étroit vallon de Malaurie pour se jeter dans le Verdon.
La commune est traversée, selon une diagonale perpendiculaire, par l'ancien canal du Verdon et par le canal de Provence, tous deux sont en grande partie souterrains, ils se détachent du Verdon au lac d'Esparron et se dirigent vers Aix-en-Provence et la côte méditerranéenne.

### Climat
Pour des articles plus généraux, voir Climat de Provence-Alpes-Côte d'Azur et Climat du Var.
En 2010, le climat de la commune est de type climat méditerranéen altéré, selon une étude du Centre national de la recherche scientifique s'appuyant sur une série de données couvrant la période 1971-2000. En 2020, Météo-France publie une typologie des climats de la France métropolitaine dans laquelle la commune est exposée à un climat méditerranéen et est dans la région climatique  Provence, Languedoc-Roussillon, caractérisée par une pluviométrie faible en été, un très bon ensoleillement (2 600 h/an), un été chaud (21,5 °C), un air très sec en été, sec en toutes saisons, des vents forts (fréquence de 40 à 50 % de vents > 5 m/s) et peu de brouillards. 
Pour la période 1971-2000, la température annuelle moyenne est de 12,6 °C, avec une amplitude thermique annuelle de 16,9 °C. Le cumul annuel moyen de précipitations est de 751 mm, avec 6,2 jours de précipitations en janvier et 3,2 jours en juillet. Pour la période 1991-2020, la température moyenne annuelle observée sur la station météorologique de Météo-France la plus proche, « Vinon Sur Verdon », sur la commune de Vinon-sur-Verdon à 9 km à vol d'oiseau, est de 13,4 °C et le cumul annuel moyen de précipitations est de 607,5 mm. 
La température maximale relevée sur cette station est de 44,3 °C, atteinte le 28 juin 2019 ; la température minimale est de −13,5 °C, atteinte le 12 février 2012,,. 
Les paramètres climatiques de la commune ont été estimés pour le milieu du siècle (2041-2070) selon différents scénarios d'émission de gaz à effet de serre à partir des nouvelles projections climatiques de référence DRIAS-2020. Ils sont consultables sur un site dédié publié par Météo-France en novembre 2022.

### Voies de communication
Le village est desservi par plusieurs routes départementales qui rayonnent autour du hameau de Saint-Pierre, au pied du village, elles le relient à Gréoux-les-Bains, Vinon-sur-Verdon, Ginasservis, la Verdière et Montmeyan. L'ancienne route vers Esparron-de-Verdon est noyée par le barrage. L'ancienne route nationale 554 reliant la rivière Durance au centre du département du Var passe au sud de la commune.

#### Transports en commun
- Transport en Provence-Alpes-Côte d'Azur

Commune desservie par le réseau régional de transports en commun Zou !. Les collectivités territoriales ont en effet mis en œuvre un « service de transports à la demande » (TAD), réseau régional Zou !.

### Sismicité
La commune de Saint-Julien se trouve en zone sismique de faible risque Ib.

### Intercommunalité
Commune membre de la Communauté de communes Provence Verdon et du Pays de la Provence Verte.

## Urbanisme

### Typologie
Au 1er janvier 2024, Saint-Julien est catégorisée commune rurale à habitat dispersé, selon la nouvelle grille communale de densité à sept niveaux définie par l'Insee en 2022.
Elle est située hors unité urbaine. Par ailleurs la commune fait partie de l'aire d'attraction de Manosque, dont elle est une commune de la couronne,. Cette aire, qui regroupe 30 communes, est catégorisée dans les aires de 50 000 à moins de 200 000 habitants,.

### Occupation des sols
L'occupation des sols de la commune, telle qu'elle ressort de la base de données européenne d’occupation biophysique des sols Corine Land Cover (CLC), est marquée par l'importance des forêts et milieux semi-naturels (75,2 % en 2018), une proportion sensiblement équivalente à celle de 1990 (74,4 %). La répartition détaillée en 2018 est la suivante : 
forêts (62,5 %), zones agricoles hétérogènes (16,8 %), milieux à végétation arbustive et/ou herbacée (12,7 %), terres arables (3,9 %), zones urbanisées (2,1 %), eaux continentales (0,9 %), prairies (0,6 %), cultures permanentes (0,5 %). L'évolution de l’occupation des sols de la commune et de ses infrastructures peut être observée sur les différentes représentations cartographiques du territoire : la carte de Cassini (XVIIIe siècle), la carte d'état-major (1820-1866) et les cartes ou photos aériennes de l'IGN pour la période actuelle (1950 à aujourd'hui).

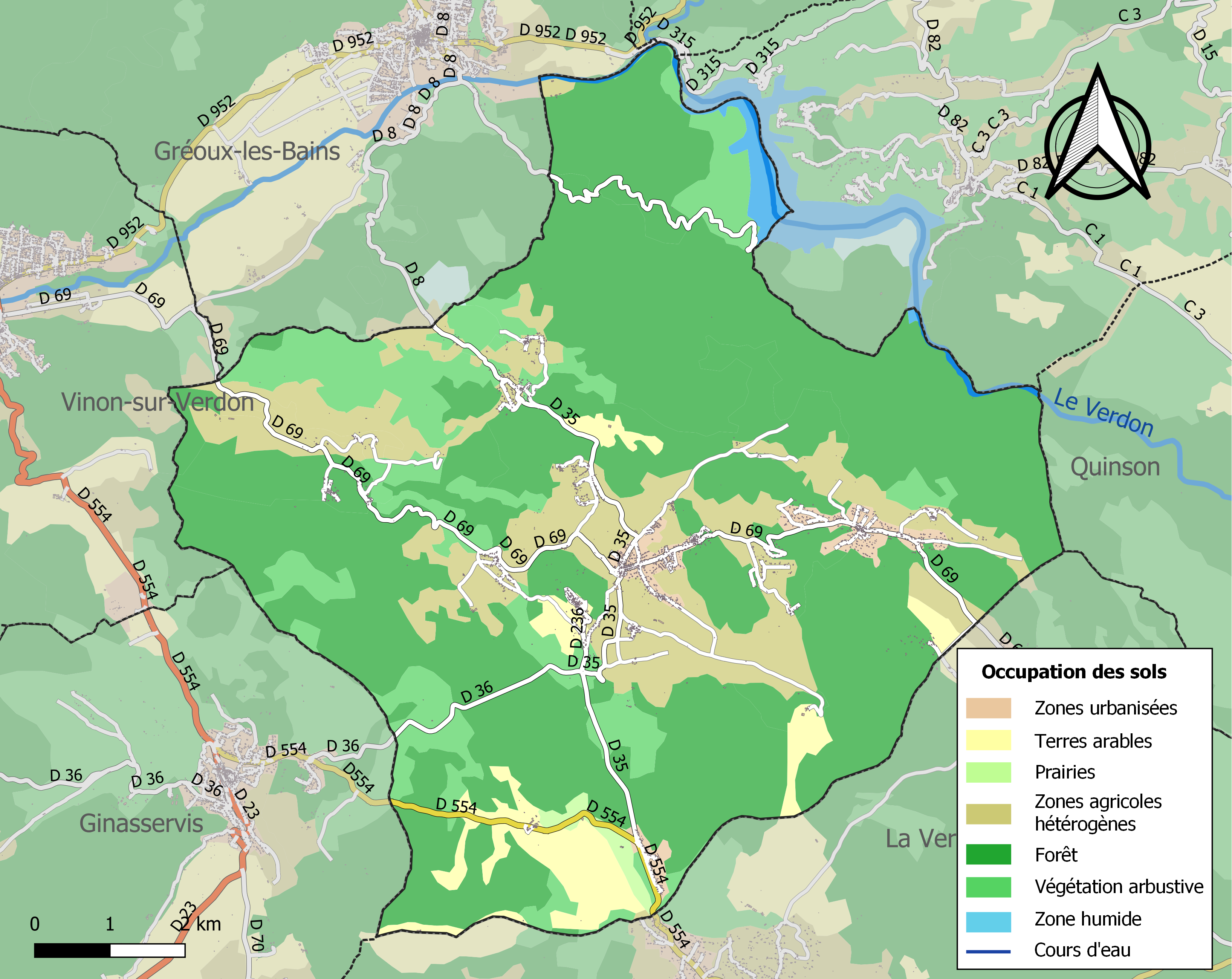
Carte des infrastructures et de l'occupation des sols de la commune en 2018 (CLC).

## Toponymie
Saint-Julien-le-Montagnier apparaît dans les archives dès 1182 sous le nom de Sanctus-Julianus-Montanerius. Son nom s'écrit Sant-Julian-lou-Mountagnié en occitan provençal de norme mistralienne et Sant Julian lo Montanhier dans la norme classique.

## Histoire
L'occupation du territoire de la commune est attestée depuis la Préhistoire sur des sites tels que la grotte des Pignolets (chalcolithique) ou le site de Malavalasse avec la présence d'un oppidum sans doute occupé alors par la tribu ligure des Albiques. Les Romains s'installèrent bientôt sur le territoire de la commune, carrefour des voies commerciales entre Riez, Rians et Saint-Maximin, installant un peu partout des villas, embryons des hameaux actuels.
Le premier seigneur connu en 1178 est une seigneuresse, Laure de Saint-Julien. Dame Laure devient vicomtesse en se mariant avec Guillaume le Gros, vicomte de Marseille ; sa beauté est chantée par le troubadour Folquet de Marseille.
La terre de Saint-Julien est réunie au domaine de la cour royale de Provence en 1309, puis passe aux mains des Hospitaliers de l'ordre de Saint-Jean de Jérusalem en 1312. Arnaud de Trians, comte d’Alife dans le royaume de Naples et neveu du pape Jean XXII, en fait l’acquisition en 1322. En 1435, Marguerite de Trians, petite-fille d’Arnaud, épouse Georges de Castellane-Salernes et apporte ainsi le territoire de Saint-Julien à la famille de Castellane qui conserve cette seigneurie pendant plus de trois siècles.
À partir du XVIIIe siècle, la sécurité dans les campagnes s'améliore et les hameaux voient leur nombre d'habitants grossir d'agriculteurs proches de leurs cultures. Le bourg, perché sur une butte isolée, s'appuie à l'est et à l'ouest sur des falaises de roches grises et domine les plans de Haute-Provence. Le vieux village accroché sur sa montagnette (576 m) domine de vastes plateaux sur lesquels on compte aujourd'hui 28 hameaux, environ 2 400 habitants sur 7 588 hectares. Saint-Pierre, le  hameau le plus important, devient en  1929 le centre administratif de la commune, jusque-là situé au vieux village. Ce déperchement suscite à l'époque de vives controverses même s'il est pleinement justifié ; le nombre d'habitants dans la plaine en 1926 est de 593 contre 77 au vieux village.

## Politique et administration

### Tendances et résultats politiques
Lors des élections municipales et communautaires de 2014, trois listes étaient candidates : la liste divers droite l'a emporté avec 799 suffrages exprimés (45,06 %)  suivie par deux listes « divers gauche » qui ont recueilli chacune 283 suffrages exprimés (20,73 %).

### Budget et fiscalité 2020
En 2020, le budget de la commune était constitué ainsi :
- total des produits de fonctionnement : 2 385 000 €, soit 974 € par habitant ;
- total des charges de fonctionnement : 1 694 000 €, soit 691 € par habitant ;
- total des ressources d'investissement : 711 000 €, soit 290 € par habitant ;
- total des emplois d'investissement : 374 000 €, soit 153 € par habitant ;
- endettement : 2 498 000 €, soit 1 020 € par habitant.

Avec les taux de fiscalité suivants :
- taxe d'habitation : 9,47 % ;
- taxe foncière sur les propriétés bâties : 18,14 % ;
- taxe foncière sur les propriétés non bâties : 74,11 % ;
- taxe additionnelle à la taxe foncière sur les propriétés non bâties : 0,00 % ;
- cotisation foncière des entreprises : 0,00 %.

Chiffres clés Revenus et pauvreté des ménages en 2018 : médiane en 2018 du revenu disponible, par unité de consommation : 20 910 €.

### Liste des maires
| Période                                  | Période              | Identité                        | Étiquette | Qualité |
| ---------------------------------------- | -------------------- | ------------------------------- | --------- | --- |
| 1790                                     | 1792                 | Guillaume Gillet                |           | Avocat |
| 1792                                     | 1800                 | André-Joseph-Julien Philibert   |           | |
| 1800                                     | 1806                 | Louis Maurras                   |           | Officier de santé |
| 1806                                     | 1815                 | André-Honoré-Florens Pellas     |           | Avocat |
| 1815                                     | 1816                 | Louis-Joseph-Alexandre Beausset |           | Avocat-notaire |
| 1816                                     | 1822                 | Joseph Berne                    |           | Chirurgien |
| 1822                                     | 1830                 | André-Marie-Jean-Paul Pellas    |           | Avocat |
| 1830                                     | 1835                 | Pierre-Lambert-Marcelin Fériaud |           | Chirurgien |
| 1835                                     | 1848                 | Isidore-Joseph Guis             |           | Propriétaire |
| 1848                                     | 1848                 | Édouard-Auguste Berne           |           | Chirurgien |
| 1848                                     | 1852                 | Pierre-Lambert-Marcelin Fériaud |           | Chirurgien |
| 1861                                     | 1876                 | Jean-Joseph-Bienvenu Rollandy   |           | Officier de santé |
| 1876                                     | 1879                 | André-Vincent-Jean-Baptiste Bon |           | Ancien percepteur |
| 1879                                     | 1888                 | Laurent Philibert               |           | Propriétaire |
| 1888                                     | 1892                 | André Montaud                   |           | Maréchal-ferrant |
| 1892                                     | 1895                 | Jean-Baptiste Burle             |           | Propriétaire |
| 1895                                     | 1896                 | Michel-Hilarion Hours           |           | Négociant |
| 1896                                     |                      | Bache-Léon Maurras              |           | Propriétaire |
| Les données manquantes sont à compléter. |                      |                                 |           | |
| janvier 1911                             | 1929                 | Émile Philibert                 | SFIO      | Ancien secrétaire de mairie Conseiller d'arrondissement du canton de Rians (1919 → ?) Réélu en 1912, 1919 et 1925 |
| 1929                                     | 1957                 | Albert Buerle                   | SFIO      | Cultivateur puis commerçant Décédé en fonctions |
| 1957                                     | mars 1965            | Fernand Pellas (1904-1992)      |           | |
| mars 1965                                | juillet 1999 (décès) | Maurice Janetti                 | PS        | Instituteur et directeur d'école Sénateur du Var (1978 → 1986) Député du Var (1986 → 1988, élu au scrutin proportionnel) Député de la 6e circonscription du Var (1996 → 1999) Conseiller général du canton de Rians (1973 → 1999) Réélu en 1971, 1977, 1983, 1989 et 1995 |
| août 1999                                | mars 2014            | Francis Gillet                  | DVG       | Trufficulteur Chevalier du Mérite agricole (2010) Réélu en 2001 et 2008 |
| mars 2014                                | en cours             | Emmanuel Hugou                  | DVD       | Ingénieur chercheur CEA |

### Jumelage
- Terdobbiate (Italie) depuis 1982.

## Population et société

### Démographie

#### Évolution démographique
L'évolution du nombre d'habitants est connue à travers les recensements de la population effectués dans la commune depuis 1793. Pour les communes de moins de 10 000 habitants, une enquête de recensement portant sur toute la population est réalisée tous les cinq ans, les populations de référence des années intermédiaires étant quant à elles estimées par interpolation ou extrapolation. Pour la commune, le premier recensement exhaustif entrant dans le cadre du nouveau dispositif a été réalisé en 2004.

En 2022, la commune comptait 2 399 habitants, en évolution de −0,58 % par rapport à 2016 (Var : +4,98 %, France hors Mayotte : +2,11 %).
| 1793  | 1800  | 1806  | 1821  | 1831  | 1836  | 1841  | 1846  | 1851  |
| ----- | ----- | ----- | ----- | ----- | ----- | ----- | ----- | ----- |
| 1 390 | 1 406 | 1 492 | 1 522 | 1 528 | 1 431 | 1 354 | 1 317 | 1 296 |

| 1856  | 1861  | 1866  | 1872  | 1876  | 1881  | 1886  | 1891  | 1896  |
| ----- | ----- | ----- | ----- | ----- | ----- | ----- | ----- | ----- |
| 1 245 | 1 224 | 1 230 | 1 183 | 1 127 | 1 098 | 1 050 | 1 001 | 1 004 |

| 1901 | 1906 | 1911 | 1921 | 1926 | 1931 | 1936 | 1946 | 1954 |
| ---- | ---- | ---- | ---- | ---- | ---- | ---- | ---- | ---- |
| 949  | 933  | 841  | 688  | 670  | 542  | 491  | 495  | 449  |

| 1962 | 1968 | 1975 | 1982 | 1990  | 1999  | 2004  | 2006  | 2009  |
| ---- | ---- | ---- | ---- | ----- | ----- | ----- | ----- | ----- |
| 396  | 421  | 611  | 825  | 1 149 | 1 280 | 1 569 | 1 625 | 1 983 |

| 2014  | 2019  | 2022  | - | - | - | - | - | - |
| ----- | ----- | ----- | - | - | - | - | - | - |
| 2 345 | 2 402 | 2 399 | - | - | - | - | - | - |

## Économie

### Entreprises et commerces

#### Agriculture
- Coopérative vinicole La Montagnière[43].

## Culture locale et patrimoine

### Lieux et monuments
- Une porte de l’enceinte du XIIe siècle, encadrée par le départ de deux tronçons de la courtine et des remparts demeurent les témoins de cette ancienne place forte aux nombreuses maisons anciennes[44].

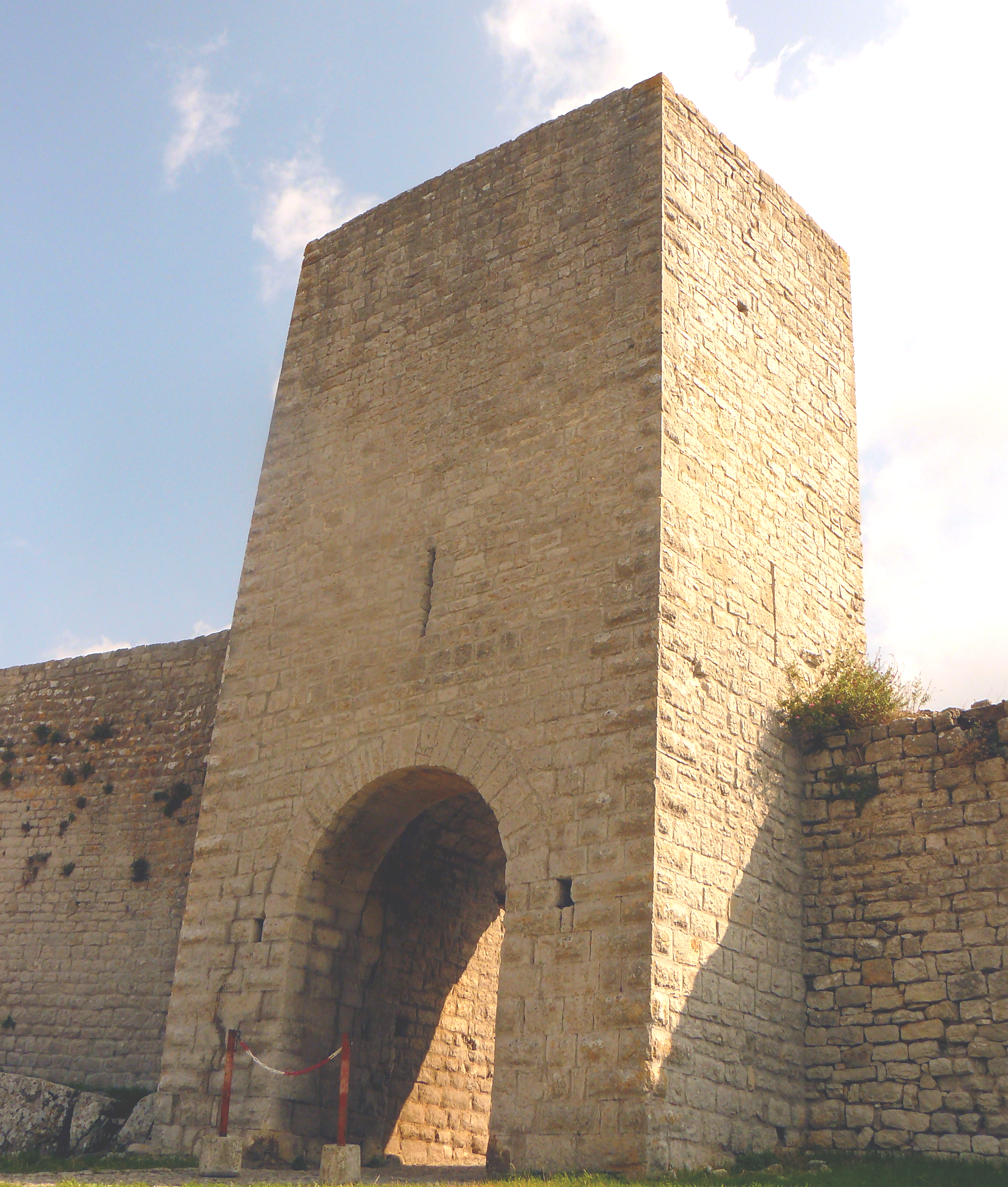
Porte de Gourdane, au nord-ouest du village.

- L’église paroissiale Saint-Julien-et-Sainte-Trinité de Saint-Julien, de la fin du XIe et du début du XIIe siècle[45], est, selon Raymond Collier, une des plus belles de Haute-Provence et exemplaire de la transition entre art roman primitif et art roman classique. Elle est composée d’une nef centrale élevée, aux quatre travées étroites, couvertes d'un berceau soutenu par des doubleaux, est encadrée de deux bas-côtés : celui du nord, du XVIe siècle, est voûté sous croisée d’ogives, celui du sud, voûté en berceau, date de la construction de l’église. Le faux transept est formé d’une travée de chœur et des deux dernières travées des bas-côtés. L'abside en cul-de-four est encadrée de deux absidioles[46]. Elle possède un maître-autel en bois doré du XVIIe siècle et une poutre de gloire, bien conservée. Le chœur est éclairé par un rocher carré formant une lanterne[47]. Les cloches datent de 1726[48] et 1782[49].

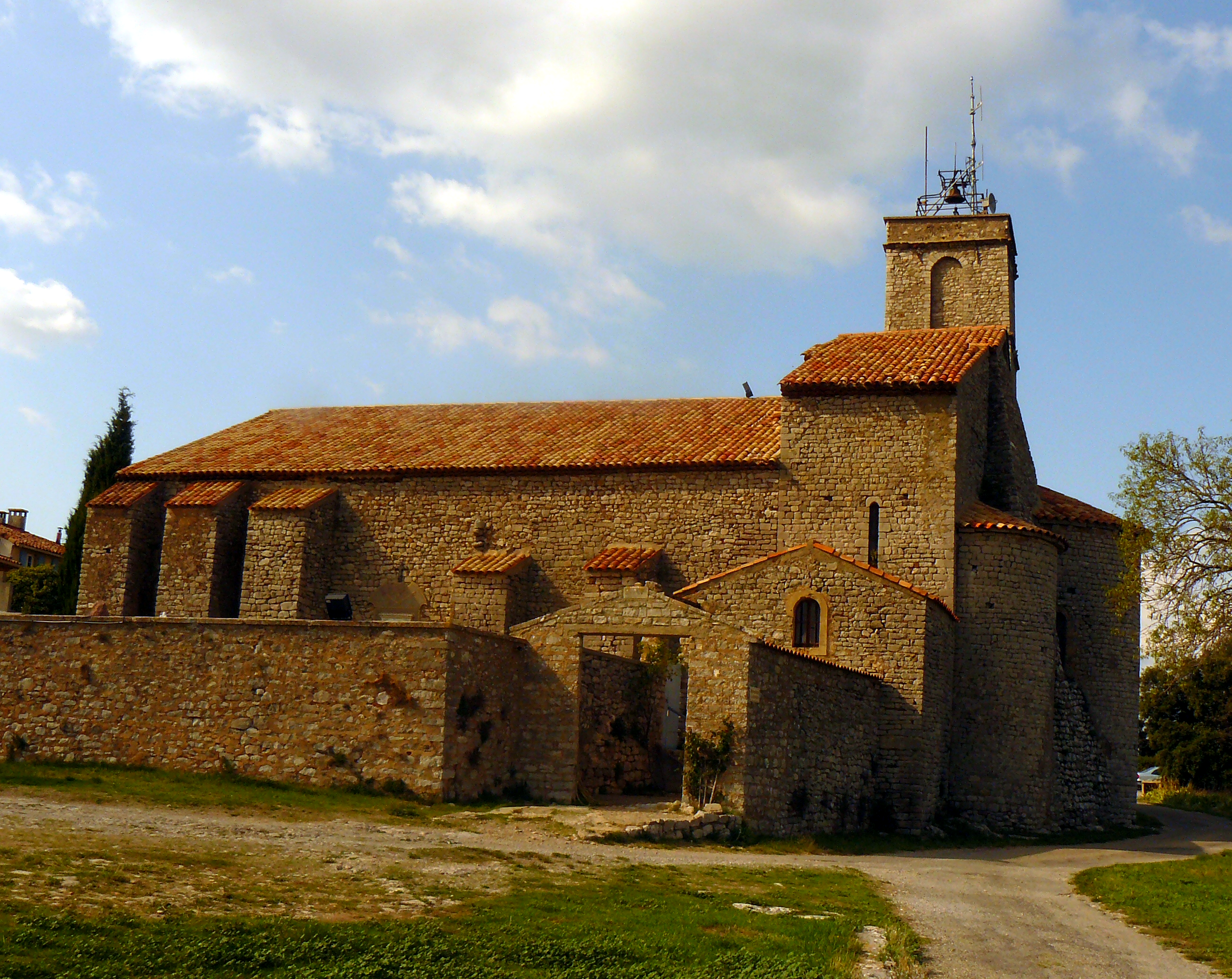
L'église.
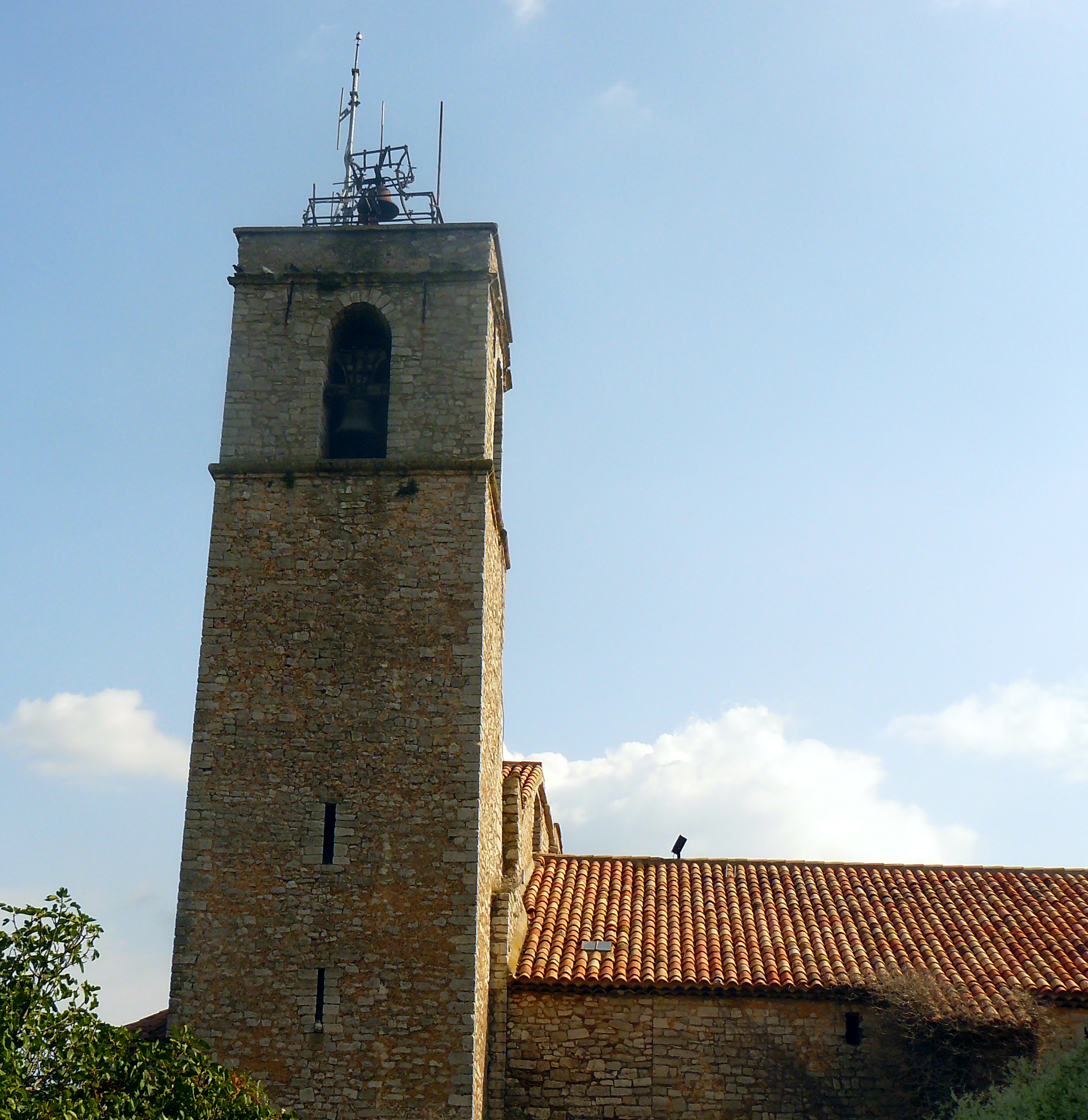
Le clocher de l'église.
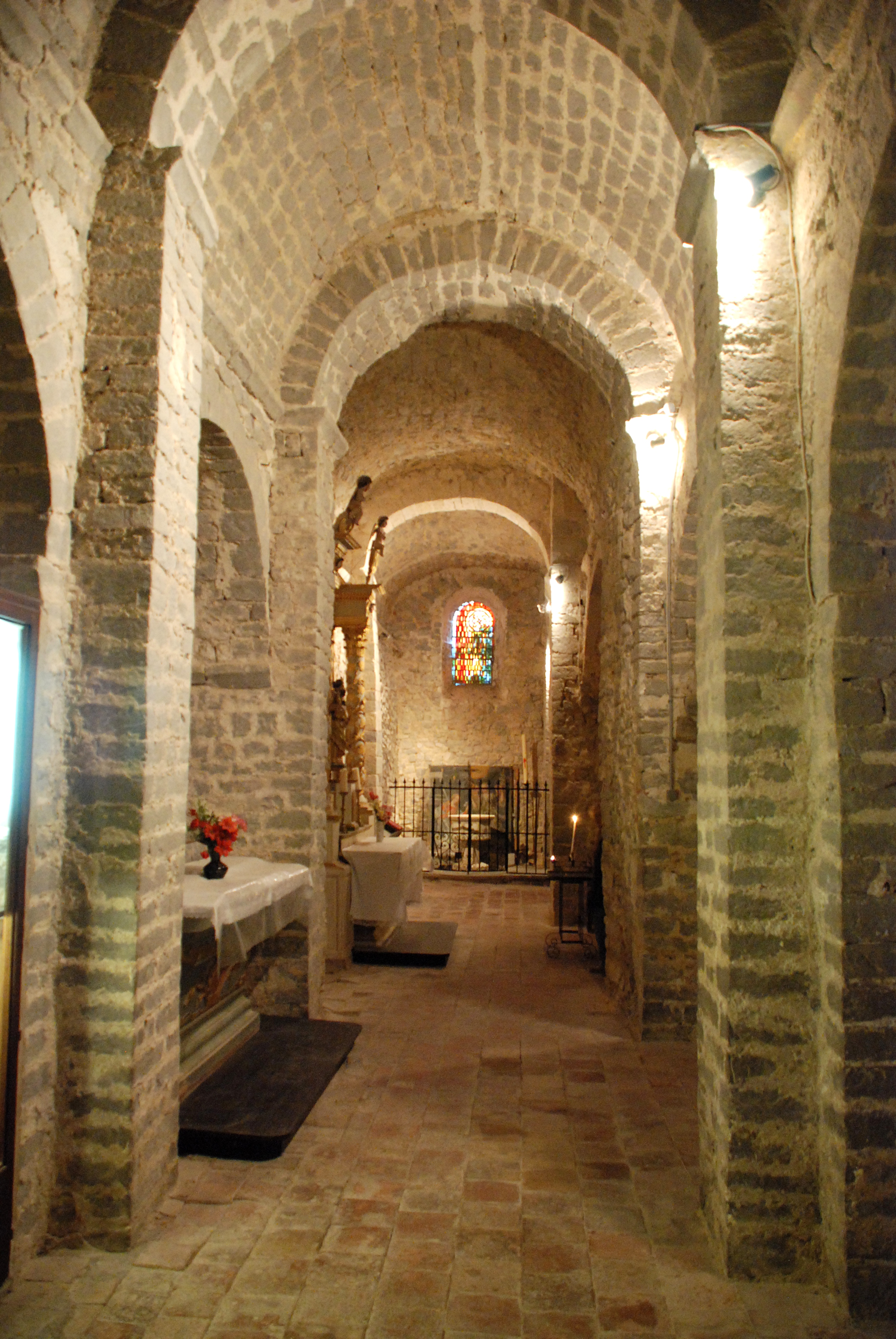
Intérieur.

- Église Saint-Nom-de-Jésus des Rouvières.
- Le panorama depuis le château d'eau embrasse sept départements.
- Les moulins situés sur le plateau[50], au nord-ouest du vieux village[51],[52].
- Le lavoir de Saint-Pierre[53].
- Monuments commémoratifs[54] :
  - Plaque commémorative sur le mur de l'église,
  - Monument aux morts dans le cimetière,
  - Monument aux morts du hameau des Rouvières,
  - Monument aux morts du souvenir Français du hameau de Saint-Pierre.

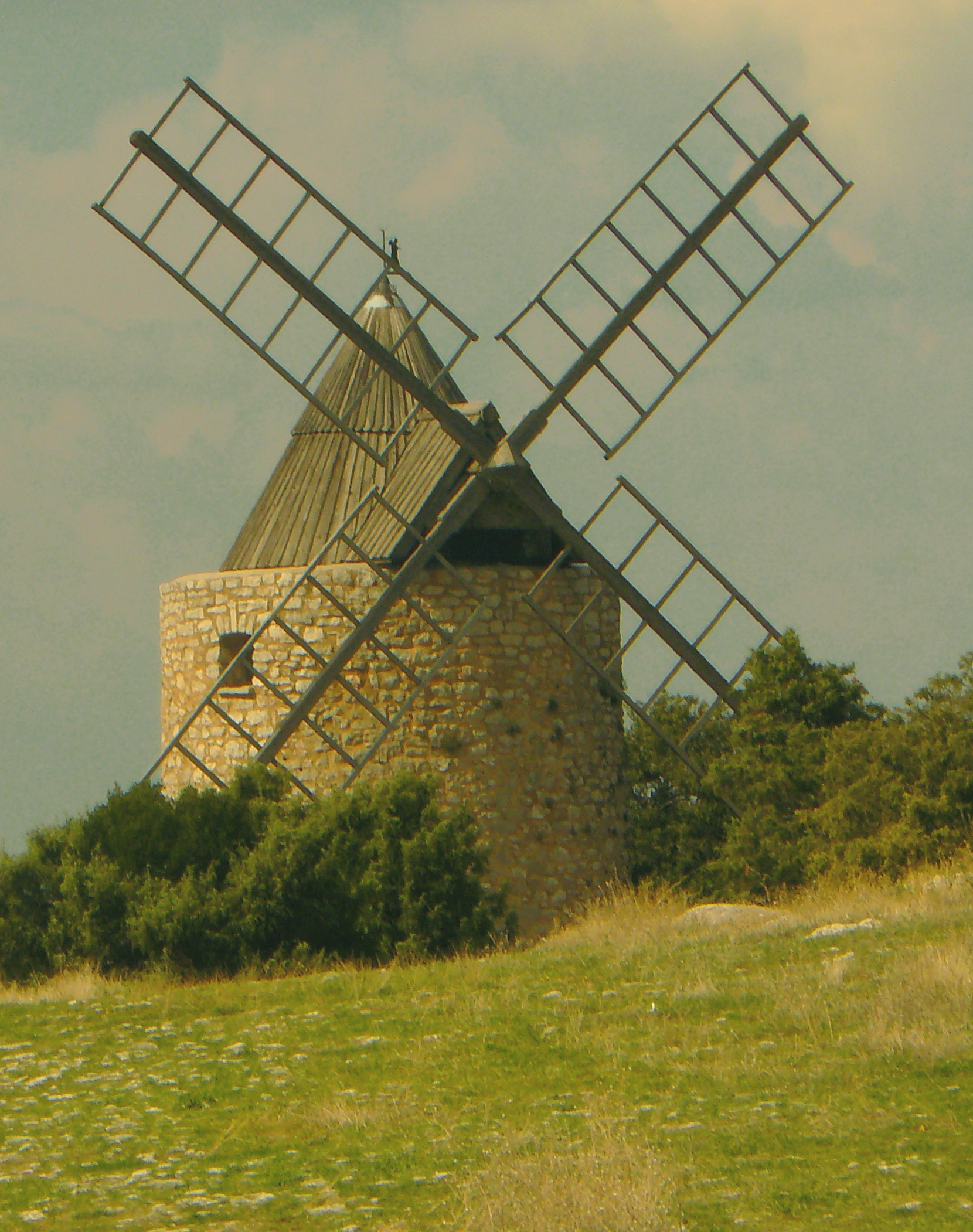
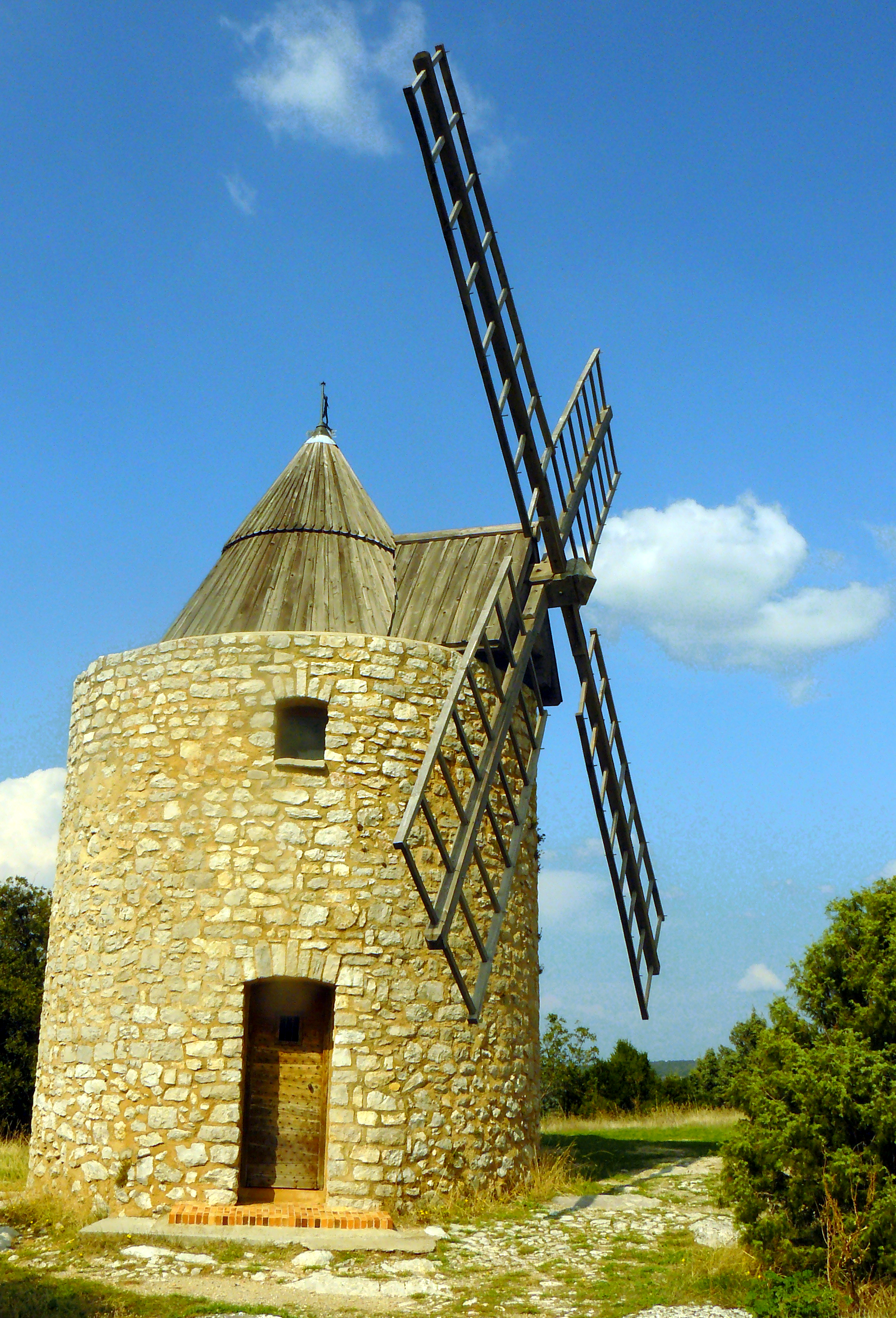

- La chapelle de la Trinité, dans la plaine, à 500 m à l'ouest du village.

- La chapelle de l'Annonciade, située sur l'aire de Gourdane où se trouvent les moulins.

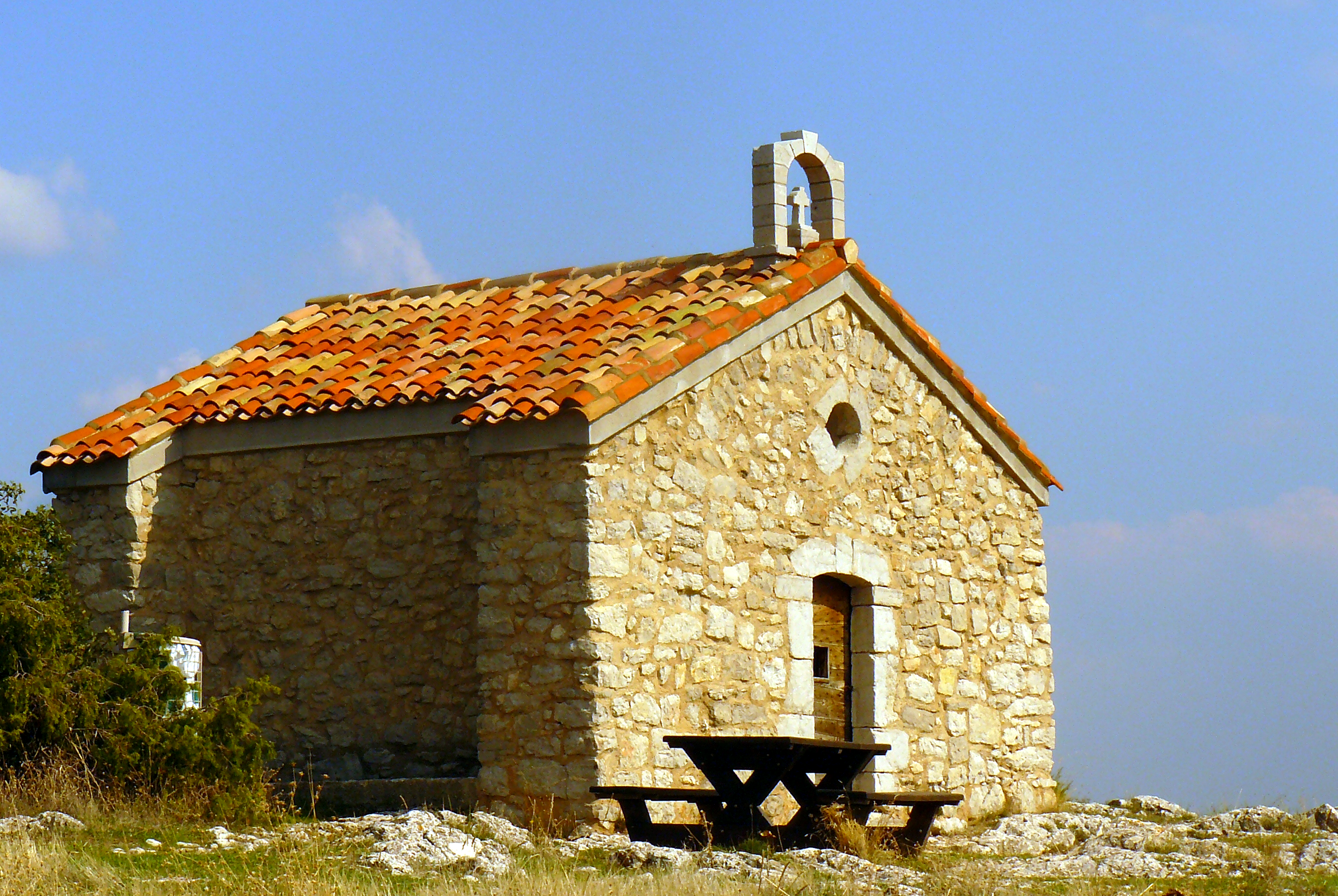
Chapelle de l'Annonciade.

- L'ancien canal du Verdon.

### Personnalités liées à la commune
- Thomas Philibert (1743-1804), haut fonctionnaire et homme politique né à Saint-Julien-le-Montagnier, député du Var de 1791 à 1792.
- Jules Philibert (1799-1887), né à Saint-Julien, a été membre de l'Assemblée nationale constituante sous la Deuxième République[55],[56].
- Paul Blanc (1836-1910) est un peintre et graveur qui a habité à Saint-Julien de 1889 à 1901.
- Charles Maurras (1868-1952) est un écrivain, poète et académicien, polémiste royaliste dont la famille est originaire du hameau des Maurras.
- Jean-Marie Martin (1922-2012) est un artiste peintre qui a vécu à Saint-Julien de 1981 à 2008.
- Maurice Janetti (1933-1999), maire de Saint-Julien de 1965 à 1999, a été sénateur, député, conseiller général et conseiller régional.
- Yves Conte (né en 1946) est un artiste-peintre et homme de lettres, issu d'une vieille famille de Saint-Julien.

### Héraldique
| blason de Saint-Julien-le-Montagnier | Les armoiries de Saint-Julien-le-Montagnier se blasonnent ainsi : « De gueules à la tour crénelée de cinq pièces, ouverte de sable, donjonnée de trois tourelles, le tout d'or, ajouré aussi de sable, posée sur un rocher d'argent mouvant de la pointe. » Les armes de Saint-Julien se rapprochent de celles des Castellane, dont elles ne diffèrent que par la montagne parlante sur laquelle est placé le château. Cette famille posséda pendant longtemps cette terre. |